# 太平姬春蟬
太平姬春蟬（学名：Euterpnosia varicolor）为蟬科姬春蟬屬下的一个种，成蟲於每年4至6月出沒，分布於宜蘭太平山、花蓮（思源、大禹嶺、畢祿溪、碧綠神木、慈恩）等，公蟬體長約24—27（0.94—1.06英寸），母蟬體長約19—21（0.75—0.83英寸），體態特徵類似高山姬春蟬，但頭部比中胸背板基部寬，具暗綠色複眼、紅色的單眼，臺灣特有種。
其种加词“varicolor”意为“颜色多样的”。